# Freilichtbühne Wattenscheid

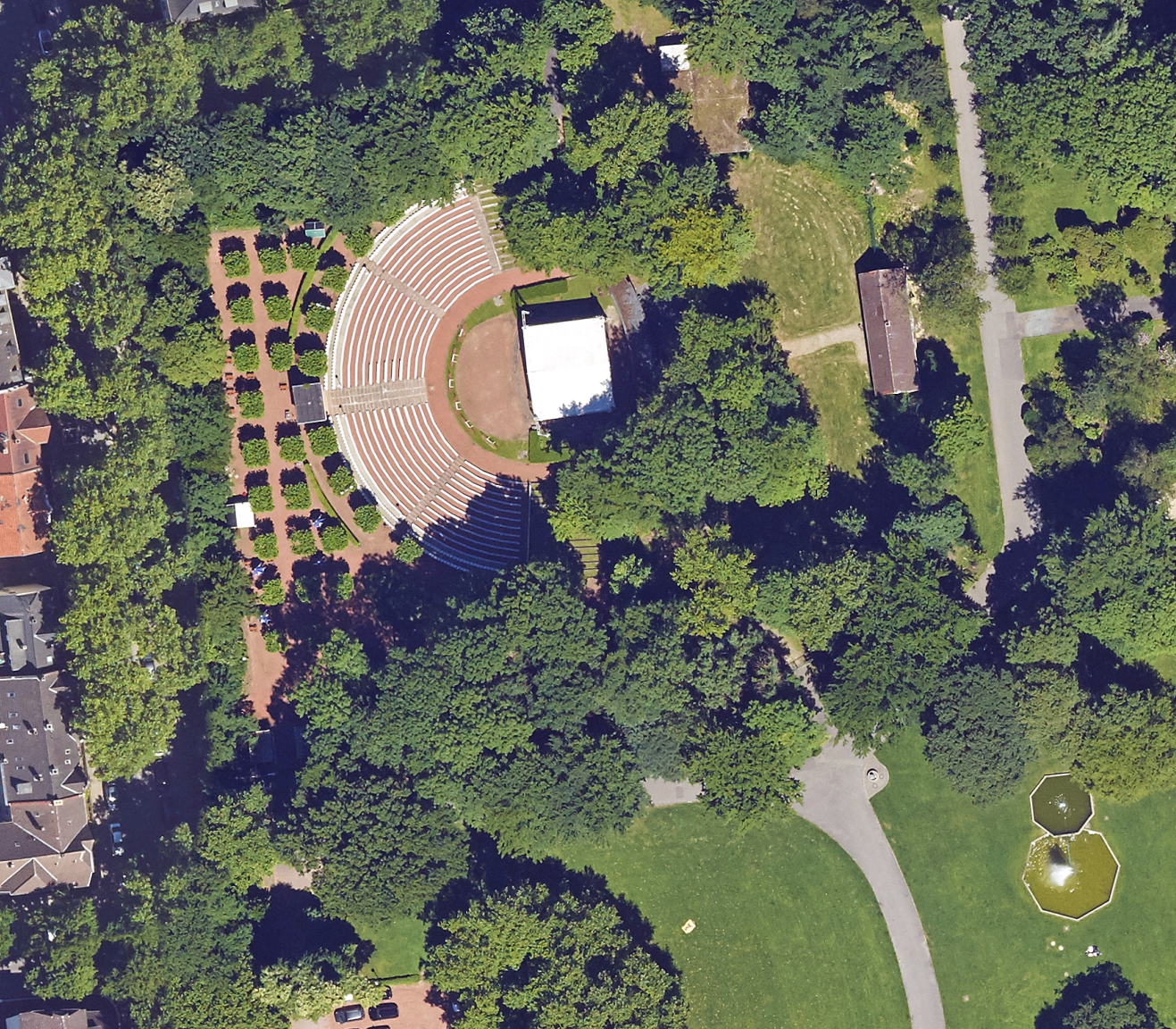
Freilichtbühne Wattenscheid im Jahr 2017

Die Freilichtbühne Wattenscheid ist eine Freilichtbühne im Stadtgarten von Bochum-Wattenscheid.

## Entstehungsgeschichte

Die Freilichtbühne vor der Eröffnung im Juni 1936

Von den Nationalsozialisten wurde die Freilichtbühne als Thingstätte erbaut. Daran erinnert noch heute die ab 1933 gebaute und 1935 benannte Thingstraße, die auf die Freilichtbühne zuführt.
Die Freilichtbühne wurde vom Wattenscheider Stadtbaumeister Schumann geplant.
Nachdem die Waldbühne im Südpark aus dem Jahre 1927/28 in Höntrop für die Zuschauermengen zu klein geworden war, begann 1935 der Bau der Freilichtbühne. Erbaut wurde sie im Rahmen der NS-Arbeitsbeschaffungsmaßnahmen von Mai 1935 bis Juni 1936 von 60 Arbeitern. Bei der Anlage der Bühne wurde das vorhandene Gefälle genutzt. Die Bühne wurde in der tiefergelegenen Mulde der Voßkuhle angelegt, nach Westen konnten dann die Zuschauerfläche ansteigen. Es standen nach Fertigstellung 3000 Sitzplätze zur Verfügung. Sie zählte zu den größten in Westfalen. Die Bühne hatte drei Terrassen, als Bühnenelement wurde ein Haus im Stil der alten Bergmannskotten gebaut.
Sie wurde bei der Eröffnung als Festspielplatz eröffnet, wahrscheinlich weil Joseph Goebbels im Herbst 1935 den Begriff Thing verboten hatte.
Die Einweihung erfolgte am 4. Juli 1936. Ein Tag später folgte Georg Böttchers „Oratorium der Arbeit“ als westdeutsche Erstaufführung mit 600 Sänger und Sängerinnen. Darunter waren sämtliche Wattenscheider Männergesangsvereine, ein Kinderchor, der Kammerchor, das Ruhrland-Orchester und Charlotte Hoffmann vom Opernhaus Köln sowie Paul Lodder vom Stadttheater Münster.
In der folgenden Zeit fanden ganz im Stil der Zeit, dort große Feiern zum 1. Mai statt, und auch Sonnenwendfeiern.
Die Bühne diente aber vor allem als Freilufttheater, Wattenscheid hatte kein eigenes Theater. Der von der Stadt Wattenscheid besoldete Intendant Carl Cofflet gab gefällige Stücke wie „Der Widerspenstigen Zähmung“, „Krach um Jolanthe“ oder "Die deutschen Kleinstädter". Zwischen 1937 und 1939 kamen über 100000 Zuschauer. Die Vorstellungen endeten wegen der Bombengefahr ab 1943.

## Entwicklung nach dem Zweiten Weltkrieg

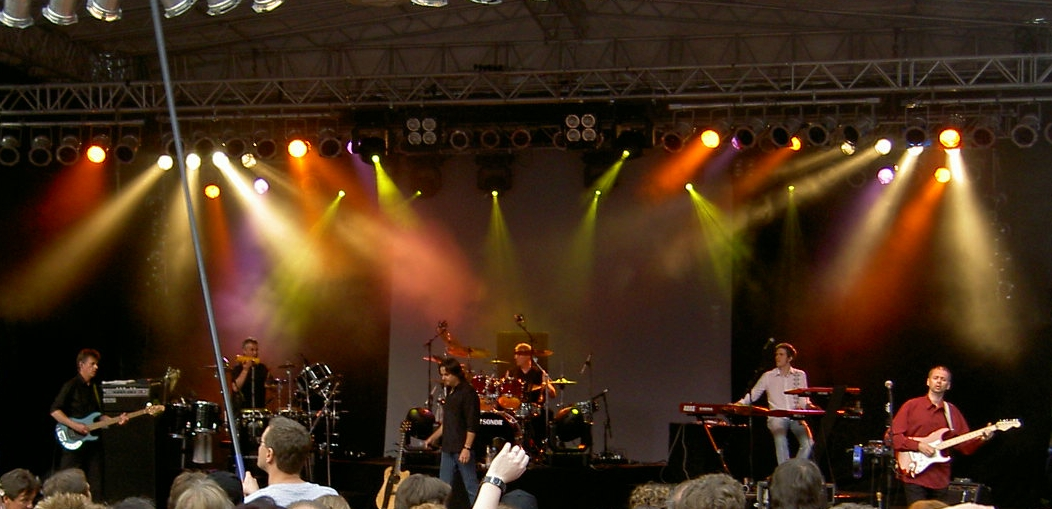
Die Band Runrig auf der Freilichtbühne, 2004

Nach dem Zweiten Weltkrieg wurde 1946 die erste Spielzeit eröffnet. Es wurde eine Schallmauer gebaut und die Orchesterbühne tiefer gelegt. Neben den Theaterstücken gab es auch bunte musikalische Abende und Veranstaltungen zu Fronleichnam oder St. Martin.
Heute ist die Freilichtbühne zusammen mit dem angegliederten Biergarten ein Veranstaltungsort für Konzerte, Theateraufführungen und Musicals für Kinder und Erwachsene. Auch internationale Künstler wie etwa Chris de Burgh oder die schottische Band Runrig sind hier aufgetreten. Die Volksbühne Wattenscheid trägt ebenfalls zu dem Veranstaltungsprogramm bei. Seit mehreren Jahren ist die Bühne auch bei der Konzertreihe Odyssee Musik der Metropolen von Radio Cosmo eine Spielstätte.